# Un falco chiuso in gabbia
Un falco chiuso in gabbia è un singolo del cantautore italiano Toto Cutugno, pubblicato il 29 febbraio 2008 dall'etichetta discografica Trecolori e distribuito dalla NAR International.

## Il brano
Il brano è stato scritto dallo stesso Cutugno insieme a Davide De Marinis ed è stato inserito nell'omonimo album Un falco chiuso in gabbia.
È stato presentato in occasione del Festival di Sanremo 2008, classificandosi al quarto posto della classifica generale della categoria "Campioni". Nella serata del Festival dedicata ai duetti, il brano è stato interpretato da Cutugno insieme ad Annalisa Minetti.
Durante il Festival il brano è stato diretto da Mario Natale.
La versione a duetto con Annalisa Minetti è inclusa sia nell'album di Toto Cutugno Un falco chiuso in gabbia del 2008 che nell'album di Annalisa Minetti Questo piccolo grande amore del 2009.

## Tracce
1. Un falco chiuso in gabbia – 4:17 (testo: Toto Cutugno, Davide De Marinis – musica: Toto Cutugno)